# Església de Santi Cirillo e Metodio
L'Església de Sant Ciril i Metodi (italià:  chiesa dei Santi Cirillo e Metodio ) és una església de Roma, a la zona Acilia nord, a via Osteria di Dragoncello.

## Història
Va ser construïda entre 1996 i 1997 per l'arquitecte Bozzini de Milà, que va guanyar un concurs europeu organitzat pel Vicariat de Roma. L'església va ser inaugurada solemnement pel cardenal vicari Camillo Ruini el 8 de novembre de 1997, i està dedicada als sants germans de Tessalònica que van evangelitzar els països europeus de parla eslava. El 15 de febrer de 1998 va rebre la visita del Papa Joan Pau II.
L'església és la seu parroquial, erigida l'1 d'octubre de 1989 per decret del cardenal vicari Ugo Poletti i confiada al clergat diocesà de Roma.
Des del 30 de setembre de 2023 és la seu del títol cardenalici del mateix nom .

## Descripció
L'església és obra de l'arquitecte Bruno Bozzini. L'església, definida per un volum sòlid i compacte, dona a un gran cementiri, que també dona accés a altres edificis parroquials. La façana és de travertí: una portalada fortament abocada presenta decoracions en baix relleu a l'abocinament i està rematada per una gran finestra d'arc. L'església està disposada en planta de creu grega, l'absis està il·luminat per una finestra rodona i té una fornícula on hi ha col·locat el sagrari. La pica baptismal està dominada per una coberta octogonal de piràmide invertida, que deixa caure una lleugera pluja zenital sobre la pica.

## El títol cardenalici
El títol cardenalici Santi Cirillo e Metodio (llatí: Titulus Sanctorum Cirilli et Metodii) va ser instituït pel papa Francesc el 30 de setembre de 2023.

### Titulars
- Grzegorz Ryś, des del 30 de setembre de 2023